# Les dones perfectes
Les dones perfectes (títol original en anglès, The Stepford Wives) és un pel·lícula estatunidenca d'humor negre estrenada el 2004. La pel·lícula és un remake de la pel·lícula del 1975 que portava el mateix nom; les dues pel·lícules es basen en la novel·la The Stepford Wives d'Ira Levin.
La pel·lícula fou dirigida per Frank Oz amb un guió cinematogràfic de Paul Rudnick i comptava amb estrelles com Nicole Kidman, Glenn Close, Matthew Broderick, Christopher Walken, Roger Bart, Faith Hill, Bette Midler i Jon Lovitz.

## Argument
Joanna Eberhart és un alta executiva de televisió que veu com el seu món s'enfonsa quan perd la feina. Joanna i la seva família miren de canviar de vida i es traslladen a Stepford, una petita població on tot sembla meravellós. Joanna comença a pensar que tanta perfecció no és normal i es dedica a investigar fins que descobreix que les dones de Stepford porten un xip que les fa ser totalment complaents amb els seus marits.

## Repartiment
- Nicole Kidman: Joanna Eberhart
- Matthew Broderick: Walter Kresby
- Bette Midler: Bobbie Markowitz
- Christopher Walken: Mike Wellington
- Roger Bart: Roger Bannister
- Faith Hill: Sarah Sunderson
- Glenn Close: Claire Wellington
- Jon Lovitz: Dave Markowitz
- Matt Malloy: Herb Sunderson
- David Marshall Grant: Jerry Harmon
- Kate Shindle: Beth Peters
- Lorri Bagley: Charmaine Van Sant
- Robert Stanton: Ted Van Sant
- Mike White: Hank
- KaDee Strickland: Tara
- Larry King: ell mateix

## Premis
- 2004: Millor xou, Golden Trailer Awards
- 2004: Més original, Golden Trailer Awards
- 2004: Èxit de taquilla, Golden Trailer Awards

## Crítica
- "La pel·lícula original de 1975 s'inclinava lleugerament cap al terror en lloc de la comèdia. Ara aquesta versió s'inclina a l'altre costat, i a mi em sembla millor."[3]

- "Un film ple d'intel·ligents riallades"[4]
- "És divertida, meravellosament interpretada per tots i visualment inventiva"[5]